# 假耧斗菜紫堇
假耧斗菜紫堇（学名：Corydalis aquilegioides），为罂粟科紫堇属下的一个植物种。